# Porcellio echinatus
Porcellio echinatus là một loài chân đều trong họ Porcellionidae. Loài này được Lucas miêu tả khoa học năm 1849.